# Parietaria elliptica
Parietaria elliptica är en nässelväxtart som beskrevs av Karl Heinrich Koch. Parietaria elliptica ingår i släktet väggörter, och familjen nässelväxter. Inga underarter finns listade i Catalogue of Life.